# Open Water : En eaux profondes
Série
Dérive mortelle
(2006)
Pour plus de détails, voir Fiche technique et Distribution.
Open Water - En eaux profondes ou Océan Noir au Québec (Open Water) est un thriller américain réalisé par Chris Kentis, sorti en 2004.

## Synopsis
Susan Watkins et Daniel Kintner, écrasés par le travail, s'apprêtent à prendre un repos bien mérité dans un hôtel au bord d'une plage des Bahamas. Leur séjour démarre, prometteur, bien que la tension dans leur couple soit déjà présente.
Adeptes de la plongée sous-marine, ils s'inscrivent pour une sortie à la barrière de corail. Tôt le matin du second jour, ils embarquent en compagnie d'autres vacanciers. Chacun part de son côté en binôme de plongée et se livre aux joies de l'observation du monde aquatique pendant les 35 minutes accordées. Tous enthousiastes, les plongeurs remontent à bord les uns après les autres, comptés par un des moniteurs. Une erreur de comptage des 20 participants fait conclure que tout le monde est remonté à bord et le bateau lève l'ancre.
Lorsque Susan et Daniel émergent avec à peine 5 minutes de retard, ils voient le bateau s'éloigner. Au bout de 2 heures d'attente, le couple finit par réaliser qu'ils ont été oubliés et vont devoir passer un long moment seuls dans les eaux profondes de l'océan, sans vivres, parmi les méduses et les requins.

## Fiche technique
Sauf indication contraire, les informations mentionnées dans cette section peuvent être confirmées par la base de données cinématographiques IMDb,  présente dans la section « Liens externes ».
- Titre original : Open Water
- Titre français : Open Water - En eaux profondes
- Titre québécois : Océan Noir
- Réalisation : Chris Kentis
- Scénario : Chris Kentis
- Musique : Graeme Revell
- Photographie : Chris Kentis et Laura Lau
- Son : Marc Fishman, Tony Lamberti, Todd Orr
- Montage : Chris Kentis
- Production : Laura Lau

Production associée : Estelle Lau
- Sociétés de production[1] : Plunge Pictures LLC
- Sociétés de distribution : 
  - États-Unis : Lionsgate Films
  - France : Metropolitan Filmexport
  - Suisse : Ascot Elite Entertainment Group
- Budget : 500 000 $[2]
- Pays d'origine :  États-Unis
- Langue originale : anglais
- Format[3] : couleur - 35 mm - 1,85:1 (Panavision) - DV - son DTS | Dolby Digital | SDDS
- Genre : drame, thriller, aventures, épouvante-horreur, biopic
- Durée : 79 minutes
- Dates de sortie[4] :
  - États-Unis : 26 octobre 2003 (Festival international du film des Hamptons) ; 16 janvier 2004 (Festival du film de Sundance)
  - États-Unis : 11 juin 2004 (Waterfront Film Festival) ; 17 juin 2004 (Festival du film de Maui) et (Provincetown International Film Festival)
  - États-Unis, Québec[5] : 20 août 2004
  - France : 11 août 2004
  - Suisse romande : 18 août 2004
  - Belgique : 10 novembre 2004
- Classification[6] :
  -  États-Unis : Interdit aux moins de 17 ans (certificat #40928) (R – Restricted) [Note 1].
  -  France : Tous publics (visa d'exploitation no 110910 délivré le 5 août 2004)[7].

## Distribution
- Blanchard Ryan (VF : Rafaèle Moutier - VQ : Pascale Montreuil) : Susan Watkins
- Daniel Travis (VF : Nicolas Marié - VQ : Jean-François Beaupré) : Daniel Kintner
- Saul Stein (VF : Mathieu Buscatto - VQ : Jean-Luc Montminy) : Seth
- Estelle Lau : Estelle
- Michael E. Williamson (VF : Serge Faliu - VQ : Martin Watier) : Davis
- Cristina Zenarro : Linda
- John Charles : Junior

## Autour du film
- Le film est inspiré de la disparition, le 25 janvier 1998, de Tom et Eileen Lonergan, abandonnés sur place par leur bateau alors qu'ils plongeaient au large des côtes de la Grande barrière de corail, en Australie.
- La production, d'un budget de 130 000 $, fut financée par le cinéaste et sa femme Laura Lau, tous deux grands amateurs de plongée. Après sa projection au Festival du film de Sundance, la société Lionsgate leur racheta les droits à hauteur de 2,5 millions de dollars.
- Blanchard Ryan et Daniel Travis ont passé plus de 120 heures dans l'eau durant la production.
- Le film fut tourné durant les week-ends et les vacances, avec une équipe de deux à trois personnes.
- Le film a fait l'objet d'une suite en 2006, Dérive mortelle (Open Water 2: Adrift), un film prétendant lui aussi, être basé sur des évènements réels.

## Distinctions
Entre 2004 et 2005, Open Water - En eaux profondes a été sélectionné 8 fois dans diverses catégories et a remporté 2 récompenses.

### Récompenses
- Académie des films de science-fiction, fantastique et d'horreur - Prix Saturn 2005 : Prix Saturn de la Meilleure actrice décerné à Blanchard Ryan.
- Prix de la bande-annonce d'or 2005 : Prix de la bande-annonce d’or de la Meilleure bande-annonce pour un thriller.

### Nominations
- Prix Schmoes d'or (Golden Schmoes Awards) 2004 : Meilleur film d'horreur de l'année.
- Académie des films de science-fiction, fantastique et d'horreur - Prix Saturn 2005 : Meilleur film d'horreur.
- Prix de la bande-annonce d'or 2005 : Meilleur indépendant.
- Prix Fangoria Chainsaw 2005 :
  - Meilleur film à large diffusion,
  - Pire film,
  - Meilleure actrice pour Blanchard Ryan.